# Bihari Klára
Bihari Klára (Nagyszalonta, 1917. december 8. – Budapest, 1997. június 6.) József Attila-díjas magyar író, költő. Férje Barát Endre (1907–1976) író volt.

## Életpályája
Iskoláit szülővárosában végezte el. 1935–1945 között gépíróként dolgozott. 1945-től szabadfoglalkozású író.
Sírja a Kozma utcai izraelita temetőben található.

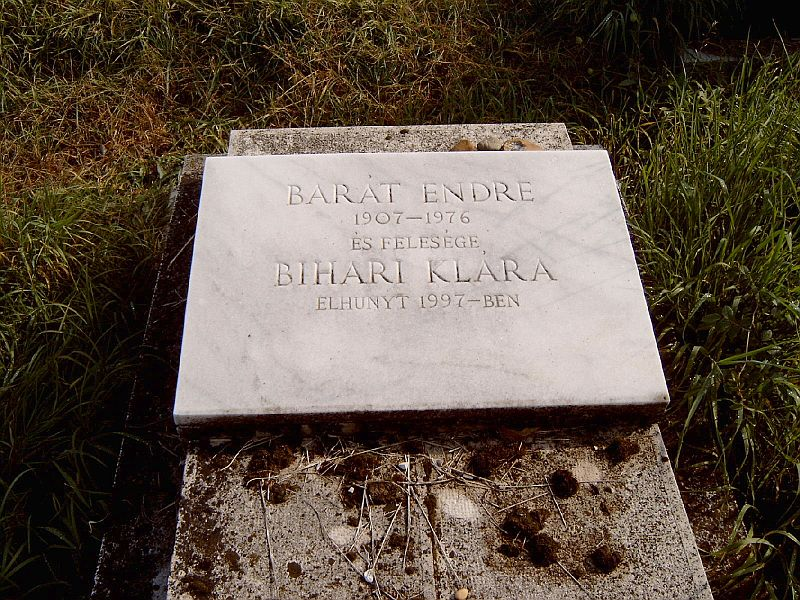
Barát Endre és Bihari Klára (Barát Endréné) sírja a Kozma utcai izraelita temetőben

## Művei
- Bihari Klára versei; Vajda János Társaság, Bp., 1937
- Új Tündérország (mesék, 1948)
- Bihari Klára: Kutató Sámuel. Színmű; Upton Sinclair nyomán; Kultúra Szövetkezet, Bp., 1948 (Budapesti színházak műsora)
- Brigitta nővér (elbeszélések, 1956)
- Szomjúság (regény, 1957)
- A kis tündér (mesék, 1957)
- Csillagok pásztora (mesék, 1960)
- Bihari Klára–Barát Endre: Bahcsiszeráji látomás. Kalandozás Szovjetföldön; Táncsics, Bp., 1960 (Útikalandok)
- Juliska; inː Az aranytermő körtemag; Gondolat, Bp., 1960 (Játékszín)
- Tisztességes asszony (elbeszélések, 1960)
- Holnap (regény, 1961)
- Mene tekel (regény, 1963)
- A kilincs (elbeszélések, 1964)
- Magányosok (regény, 1966)
- Az áldozat (regény, 1968)
- A csábító (elbeszélések, 1968)
- Miért? (regény, 1969)
- Párbeszéd a paradicsomban. Elbeszélések; Magvető, Bp., 1970
- Kétszer az úton (regény, 1972)
- Éjféltől reggelig (elbeszélések, 1972)
- Nincs tovább (regény, 1974)
- Próbaidő (regény, 1975)
- Körtánc (elbeszélések, 1976)
- Asszonyi szolgálat (regény, 1977)
- A menyasszony (elbeszélések, 1978)
- Lány a dobozban (elbeszélések, kisregény, 1981)
- Elvált asszony (regény, 1983)
- A fekete tündér lánya (mesék, 1983) – ukránul is
- Lorin és Lillia (meseregény, 1986)
- Angyal (elbeszélések, 1986)
- A bűnvalló (elbeszélések, 1987)
- Az öregasszony és a végzet. Novellák; Béta, Bp., 1989
- A táncoló szatír (regény, 1990)

## Díjai, kitüntetései
- József Attila-díj (1958)
- A Munka Érdemrend ezüst fokozata (1977)
- A Móra Könyvkiadó Nívódíja (1987)
- A Magyar Népköztársaság Csillagrendje (1987)
- Magyar Köztársasági Arany Érdemkereszt (1993)
- Aranytoll (1997)